# Droit de l'Union africaine
Le droit de l'Union africaine comprend, stricto sensu,  les règles de droit sur lesquelles est fondée l'Union africaine (UA) et les règles qu'elle édicte. Lato sensu, le droit de l'Union africaine suppose également les règles pertinentes qui viennent des conventions passées par les États, membres de l'organisation. Il s'agit des conventions passées entre eux et avec les États tiers, dès lors qu'elles impliquent l'ordre communautaire et panafricain institué par l'Union. La consistance de ce droit est l'une des plus complexes. Elle l'est par le nombre des États souverains qu'elle implique et,elle est aussi complexe par la diversité des sujets de droit international qu'elle emporte. La conséquence en sera que la vie juridique des États africains en dehors d’Addis-Abeba, tout en étant souveraine, devrait observer la légalité panafricaine.

## Statut
L'Union africaine réunit les critères des organisations internationales en ce qu'elle est fondée par un traité international et qu'elle dispose d'organes indépendants de l'influence de ses États membres.
En ce qui concerne le type d'organisation dont fait partie l’Union africaine est une organisation fermée, c'est-à-dire qu'elle n'a vocation à accueillir que des États africains,. Cependant, l’adhésion de Haïti redéfinirait le terme « africain » en faisant référence, non pas à la géographie, mais à la sphère culturelle. Du point de vue, du processus d'internationalisation des rapports entre sujets de droit, l'Union africaine pèse d'un poids particulier. Elle la seule organisation régionale à rassembler tant d’États membres, soit 54 Etats. Avec le retour annoncé après 32 ans d'absence du Maroc, l'organisation panafricaine comptera 55 États membres.
Définir l'Union africaine comme une organisation supranationale est difficile au sens où tous les critères ne sont pas réunies. Il semble que l’Union africaine tend plus vers le supranationalisme que sa devancière, l'Organisation de l'unité africaine (OUA). En effet, le principe de non-ingérence dans les affaires intérieures de ses États membres était l’un des principes de l'OUA définit à l’article 36(b) de la Charte de l'Organisation de l'unité africaine. À l'inverse, l'article 4(h) de l’Acte constitutif de l'Union africaine dispose : « le droit de l’Union d'intervenir dans un État membre conformément à une décision de son Assemblée dans le cas de circonstances graves, notamment les crimes de guerre, les génocides et les crimes contre l’humanité ». Cet article tend à définir l'Union africaine comme étant à tendance supranationale.

### Personnalité juridique

#### Personnalité légale internationale
L'acte constitutif de l'Union ne lui confère pas explicitement la personnalité internationale, cependant cela ne signifie pas que l’Union n'est pas une personne légale internationale. En l'absence de mention claire, il est coutumier de rechercher les indicateurs de cette personnalité ce qui implique de rechercher, notamment, si la vocation de l’organisation est d'avoir une personnalité légale internationale.
Selon Hiruy Wubie, de l’Université de Gondar, et Zelalem Tsegaw, de l’Université de Mekele, la capacité des institutions de l'Union à intervenir tant à l'international et dans les affaires intérieures de ses États membres, notamment en cas de violation des droits de l’homme, n'est possible que si celle-ci se voit reconnaître la personnalité légale internationale.
Mais Hiruy Wubie et Zelalem Tsegaw considèrent que la personnalité légale de l'Union peut aussi découler de la personnalité légale de sa prédécesseur, l’OUA, sur le modèle des successions d'États adaptés aux organisations internationales. Ainsi, l'article 1er de la Convention générale sur les privilèges et immunités de l'Organisation de l'unité africaine disposait :

« L'Organisation de l'unité africaine possède la personnalité juridique. Elle a la capacité :
(a) de contracter, avec le droit d'acquérir et de vendre des biens immobiliers et mobiliers ;
(b) d'ester en justice. »

#### Personnalité légale dans ses États membres
Hiruy Wubie et Zelalem Tsegaw établissent deux situations : soit l’État reconnait, par la loi, la personnalité légale de l'Union africaine via une reconnaissance générale de la personnalité légale aux organisations auquel il participe ; soit l'acceptation d'action ou de politique de l'Union constitue une reconnaissance de facto ; soit les juridictions nationales révèlent cette personnalité dans une décision impliquant l'intervention de l'Union en droit interne. Il faut en revanche souligner que ce ne sont pas les États membres, pris individuellement, qui déterminent la personnalité légale de l'organisation, c'est le droit international. Tout au moins, c'est sous l'empire du droit international que se fixeront les responsabilités et les droits des organisations intergouvernementales.

### Doctrines
Les principales doctrines du droit interne de l'Union africaine sont la doctrine des pouvoirs attribués et la doctrine des pouvoirs implicites. La première correspond aux pouvoirs conféré à l'Union par ses traités constitutifs. La seconde, à l'inverse, concerne les situations pour lesquelles le traité ne dispose pas, en soi, une compétence pour l'Union bien que celle-ci soit nécessaire pour qu'elle atteigne ses objectifs.

### Principes
L'article 4 de l’Acte constitutif de l’UA dispose que :

« L’Union africaine fonctionne conformément aux principes suivant :

-l'égalité souveraine et interdépendance de tous les États membres de l’Union ;

- le respect des frontières existant au moment de l’accession à l’indépendance ;

- la participation des peuples africains aux activités de l’Union ;

- la mise en place d’une politique de défense commune pour le continent africain ;

- le règlement pacifique des conflits entre les États membres de l’Union par les moyens appropriés qui peuvent être décidés par la Conférence de l’Union ;

- l'interdiction de recourir ou de menacer de recourir à l’usage de la force entre les États membres de l’Union ; 

- la non-ingérence d’un État membre dans les affaires intérieures d’un autre État membre ;

- le droit de l’Union d’intervenir dans un État membre sur décision de la Conférence, dans certaines circonstances graves, à savoir : les crimes de guerre, le génocide et les crimes contre l’humanité ;

- la coexistence pacifique entre les États membres de l’Union et leur droit de vivre dans la paix et la sécurité ;

- le droit des États membres de solliciter l’intervention de l’Union pour restaurer la paix et la sécurité ;

- la promotion de l’auto-dépendance collective, dans le cadre de l’Union ;

- la promotion de l’égalité entre les hommes et les femmes ;

- le respect des principes démocratiques, des droits de l’homme, de l’état de droit et de la bonne gouvernance ;

- la promotion de la justice sociale pour assurer le développement économique équilibré ;

- le respect du caractère sacro-saint de la vie humaine et condamnation et rejet de l’impunité, des assassinats politiques, des actes de terrorisme et des activités subversives ;

- et la condamnation et rejet des changements anticonstitutionnels de gouvernement. »

### Objectifs
Les objectifs de l'Union visent à concrétiser l'intégration politique, économique et sociale des États africains.

## Relation entre le droit de l'Union africaine et les organisations sous-régionales
La collaboration entre les communautés régionale d'Afrique d'une part et l'Union africaine d'autre part a pour vocation d'accélérer le développement socio-économique du continent. Les politiciens considèrent que les communautés sont les bases sur lesquelles l'Union africaine se construit tel que précisé dans le traité d'Abuja de 1991, l’un des éléments principaux antécédents de l’Union africaine.